# ذاكرة الترجمة
ذاكرة الترجمة (TM) هي عبارة عن قاعدة بيانات تخزن «عناصر»، والتي يمكن أن تكون عبارة عن جمل أو فقرات أو شبه الجملة (عناوين أو عناصر في قائمة) تمت ترجمتها من قبل، وذلك لمساعدة المترجمين. تقوم ذاكرة الترجمة بتخزين النص المصدر والترجمة المطابقة لها في أزواج لغوية تسمى «وحدات الترجمة»، وتتم ترجمة الكلمات الفردية باستخدام قواعد خاصة بالمصطلحات وهذا خارج نطاق TM
تعرف البرامج التي تستخدم ذاكرات الترجمة غالبا بمدير ذاكرة الترجمة (TMM) أو أنظمة ذاكرة الترجمة (TM S، لا ينبغي الخلط بينها وبين TMS(أنظمة إدارة الترجمة)، وهو نوع آخر من البرامج يركز على إدارة عملية الترجمة، وعادة ما تستخدم ذاكرات الترجمة بمعية أدوات الترجمة باستخدام الحاسوب (CAT)، وبرنامج معالجة الكلمات، ونظم إدارة المصطلحات، وقاموس متعدد اللغات، أو حتى الترجمات الأولية للترجمة الآلية. تشير البحوث إلى أن العديد من الشركات التي تصدر وثائق متعددة اللغات تستخدم أنظمة ذاكرة الترجمة حيث أظهرت دراسة استقصائية للغويين المحترفين في عام 2006 أن 82.5٪ من أصل 874 مستجيب استخدموا ذاكرة الترجمة TM.

## ذاكرة الترجمة، أو (ذ ت - TM)
ذاكرة الترجمة (TM) هي عبارة عن قاعدة بيانات تخزن «عناصر»، والتي يمكن أن تكون عبارة عن جمل أو فقرات أو شبه الجملة (عناوين أو عناصر في قائمة) تمت ترجمتها من قبل، وذلك لمساعدة المترجمين. تقوم ذاكرة الترجمة بتخزين النص المصدر والترجمة المطابقة لها في أزواج لغوية تسمى «وحدات الترجمة»، وتتم ترجمة الكلمات الفردية باستخدام قواعد خاصة بالمصطلحات وهذا خارج نطاق TM
تعرف البرامج التي تستخدم ذاكرات الترجمة غالبا بمدير ذاكرة الترجمة ('TMM) أو أنظمة ذاكرة الترجمة (TMS ' ، لا ينبغي الخلط بينها وبين TMS (أنظمة إدارة الترجمة)، وهو نوع آخر من البرامج يركز على إدارة عملية الترجمة، وعادة ما تستخدم ذاكرات الترجمة بمعية أدوات الترجمة باستخدام الحاسوب (CAT)، وبرنامج معالجة الكلمات، ونظم إدارة المصطلحات، وقاموس متعدد اللغات، أو حتى الترجمات الأولية للترجمة الآلية. تشير البحوث إلى أن العديد من الشركات التي تصدر وثائق متعددة اللغات تستخدم أنظمة ذاكرة الترجمة حيث أظهرت دراسة استقصائية للغويين المحترفين في عام 2006 أن 82.5 ٪ من أصل 874 مستجيب استخدموا ذاكرة الترجمةTM.
وظائف ذاكرة الترجمة:-
فيما يلي ملخص لأهم وظائف ذاكرة الترجمة:
الوظائف غير المتصلة بالشبكة:
الاستيراد:
تستخدم هذه الوظيفة لنقل النص وترجمته من ملف نصي إلى ذاكرة الترجمة. ويمكن أن يتم الاستيراد من خلال صيغة أولية، حيث يكون النص الأصلي وترجمته متاحة للاستيراد إلى ذاكرة الترجمة. بعض الأحيان يجب أن تتم معالجة النصوص من قبل المستخدم. وهنالك صيغة أخرى يمكن استخدامها للتصدير وهي: الصيغة المحلية وهي تعتبر الصيغة التي تستخدم لحفظ ذاكرات الترجمة في ملف.
التحليل:
تتضمن عملية التحليل الخطوات التالية:
التحليل النصي:
من المهم معرفة علامات الترقيم بشكل صحيح من أجل التمييز بين على سبيل المثال النقطة في اخر الجملة والنقطة المستخدمة في الاختصارات. ولذلك، تعتبر متابعة العلامات نوع من أنواع مرحلة ماقبل التحرير. عادة ما تحتوي المواد التي تمت معالجتها من خلال البرنامج، والتي تساعد المترجم، على برامج متابعة علامات الترقيم، وذلك لأن مرحلة الترجمة تكون معدة ببرامج دعم متعددة اللغات. وقد يتم أستبعاد عناصر النص الخاصة الأخرى من قبل برامج المتابعة. هنالك عناصر خاصة لا تحتاج إلى أن تترجم، مثل أسماء الأعلام والرموز. والبعض الآخر قد تحتاج إلى أن تنقل بالشكل الأصلي.
التحليل اللغوي:
وتستخدم قاعدة الاختزال الأساسية لتحضير قوائم من الكلمات والنصوص للاستعادة التلقائية للمصطلحات من بنك المصطلحات. من جهة أخرى، يمكن استخدام التحليل النحوي لاستخراج المصطلحات أو العبارات متعددة الكلمات من النص المصدر. حيث أن التحليل يستخدم لترتيب الكلمات المختلفة في العبارات، حتى يمكن تكوين عبارات من الكلمات المبعثرة.
التقسيمات:
والهدف منها هو أختيار وحدات الترجمة الأكثر فائدة. ويمكن اعتبار التقسيمات كنوع من أنواع التحليل. وهو يتم بشكل احادي اللغة باستخدام التحليل السطحي. ويستند التوافق على التقسيم. إذا قام المترجم بتصحيح التقسيمات بشكل يدوي، فإن الإصدارات الأحدث للمستند لن تجد مترادفات في ذاكرة الترجمة مستندة على التقسيمات التي تم تصحيحها لأن البرنامج سوف يعيد اخطائة. عادة ما يبدأ المترجم العمل جملة بجملة، بالرغم من أن ترجمة الجملة الواحدة يعتمد على الجمل المحيطة بها.
المحاذاة:
وهي مهمة تحديد متطابقات الترجمة بين النصوص الأصلية والنصوص الهدف. وينبغي أن يكون هناك نتائج من المحاذاة إلى التقسيم، ويجب على منهاج المحاذاة الجيد أن يكون قادراً على تصحيح التقسيم الأولي.
مصطلح الاستخراج:
يمكن أن يكون كمدخل لقاموس سابق. ومن ناحية أخرى، عند استخراج مصطلحات غير معروفة، فإنه يمكن استخدام تحليل يستند على إحصائيات النص. وتستخدم لتقدير حجم العمل المطلوب في وظيفة الترجمة. وهذا مهم جداً لتخطيط وجدولة العمل. وتقوم إحصائيات الترجمة عادةً بإحصاء الكلمات وتقدير حجم التكرار في النص.
التصدير:
هو نقل النص من ذاكرة الترجمة إلى ملف نصي خارجي. ويجب أن يكونا الاستيراد والتصدير معكوسين.
الوظائف على الإنترنت:
إحدى أهم أهداف ذاكرة الترجمة هو استرداد أكثر المتطابقات مساعدة ًمن الذاكرة ليستطيع المترجم أن يختار أفضلهم عند الترجمة. ويجب على ذاكرة الترجمة أن تظهر كلا من النص الأصلي والنص الهدف مع الإشارة إلى التطابقات والاختلافات.
الاسترداد:
هناك عدة أنواع مختلفة للمتطابقات والتي يمكن استردادها من ذاكرة الترجمة.
•	التطابق التام:
يحصل التطابق التام عندما يظهر تطابق بين الفقرة الأصلية الحالية والمخزنة والتي يرمز لها برمز التطابق. وعند ترجمة جملة، فإن التطابق التام يعني أن الجملة نفسها تم ترجمتها من قبل. ويمكن تسمية التطابق التام أيضا ب «متطابقات 100%».
•	التطابق التام في السياق أو التطابق المضمون:
التطابق التام في السياق هو تطابق تام يظهر في السياق نفسه تماماً، أي في المكان نفسه في الفقرة. ويعرف السياق عادة بالجمل والرموز المحيطة به، على سبيل المثال: مستند الملف الاسمي والتاريخ والرخص.
•	التطابق الجزئي:
التطابق الجزئي هو التطابق غير التام. وتقوم بعض البرامج بتعيين نسبة مثل هذه المتطابقات، مما يعني أن التطابق الجزئي يكون أعلى من 0% وأقل من 100%. ولا يمكن مقارنة هذه الأرقام بين البرامج الا إذا كانت طريقة تسجيل الأرقام محددة.
•	التوافق:
عندما يختار المترجم كلمةً أو أكثر في الفقرة الأصلية، فإن النظام يكون باسترداد الفقرة الثنائية والتي تطابق معايير البحث. وتعتبر هذه الميزة مفيدة لإيجاد تراجم للمصطلحات والأمثال عند عدم وجود قاعدة بيانات للمصطلحات.
التحديث:
يتم تحديث ذاكرة الترجمة بترجمة جديدة عندما يقبلها المترجم. وكما هو الحال دائماً عند تحديث قاعدة البيانات، هناك مسألة ما يجب القيام به مع المحتويات السابقة في قاعدة البيانات. ويمكن تعديل ذاكرة الترجمة من خلال تغيير أو حذف المدخلات فيها. بعض الأنظمة تسمح للمترجم بأن يحفظ ترجمات متعددة للفقرة الواحدة.
الترجمة الآلية:
غالباً ما توفر أدوات ذاكرة الترجمة وظيفتي الاسترجاع والاستبدال التلقائي.
•	الاسترجاع التلقائي:
بينما يتصفح المترجم المستند المراد ترجمته، يتم البحث في ذاكرة الترجمة وتعرض النتائج تلقائياً.
•	الاستبدال التلقائي:
وعند استخدام الاستبدال التلقائي، إذا ظهر تطابق تام أثناء ترجمة مستند جديد، يقوم البرنامج بتكرار الترجمات القديمة. إذا لم يتحقق المترجم من ترجمة المصدر، سيتم تكرار الخطأ في الترجمة السابقة.

## ذاكرات الترجمة المركزية
تعمل ذاكرة الترجمة المركزية على تخزين الذاكرة على خادم مركزي وتعمل مع ذاكرة الترجمة المكتبية على زيادة التطابق بنسبة 30-60%. تعمل على تصدير أدوات الترجمة المعاد بناءها إلى أدوات الترجمة المكتبية.
الشبكات:
تمكن الشبكات مجموعة من المترجمين بأن يترجموا النص معاً بشكل أسرع مما لو كان كل مترجم يعمل في عزلة، لأن الجمل والعبارات المترجمة من قبل مترجم واحد ستكون متاحة للآخرين. وبالإضافة إلى ذلك، إذا ما تم مشاركة ذاكرة الترجمة قبل الترجمة النهائية، فستكون هناك فرصة لتصحيح الأخطاء التي ارتكبها مترجم من قبل أعضاء الفريق الآخرين.